# Partit Comunista de l'Índia (Marxista)
|  | No s'ha de confondre amb Partit Comunista de l'Índia. |

El Partit Comunista de l'Índia-Marxista (en hindi: भारतीय कम्युनिस्ट पार्टी (मार्क्सवादी)) és un partit polític de l'Índia creat el 1964 com a escissió antirevisionista del Partit Comunista de l'Índia. En accedir al poder a Bengala Occidental i Kerala des de 1977, va buscar aliances amb altres forces (inclòs el Partit Comunista de l'Índia) i va moderar les seves posicions. Els seus resultats electorals oscil·len entre el 4,28% de 1967, el 6,59% de 1989 i el 5,66% del 2004. El nombre d'escons més alt el va obtenir el 2004 (43) però sempre havia estat per sota dels 33 excepte el 1980 que en va tenir 37. Els seus feus són Bengala Occidental (el 2001 va tenir 143 escons de 294), Tripura (el 2003 va obtenir 38 escons de 60) i Kerala (el 2006 va obtenir 99 escons de 140). Jyoti Basu, ministre principal de Bengala Occidental cinc vegades consecutives, és el líder més conegut. El secretari general actual (2006) és Prakash Karat.

## Organitzacions de masses a nivell nacional
- Democratic Youth Federation of India
- Students Federation of India
- Centre of Indian Trade Unions
- All India Kisan Sabha
- All India Agricultural Workers Union
- All India Democratic Women's Association

A Tripura la principal organització és la Ganamukti Parishad. A Kerala, la principal, l'Adivasi Kshema Samithi, és una organització tribal sota control del PCI-M.